# Adolf Hurwitz
Adolf Hurwitz (Hildesheim, 26 de março de 1859 — Zurique, 18 de novembro de 1919) foi um matemático alemão.

## Vida
Seu pai, Salomon Hurwitz, foi um artesão, porém não teve sucesso na vida profissional, e sua mãe, Elise Wertheimer, morreu quando ele tinha 3 anos de idade. Quando ainda no ginásio de sua cidade natal, seu professor de matemática Hermann Schubert reconheceu sua habilidade especial e passou a incentivá-la. Com 17 anos de idade publicou seus primeiros trabalhos científicos, juntamente com seu professor.
Iniciou os estudos universitários de matemática em 1877, na então Königlich Bayerische Technische Hochschule, a atual Universidade Técnica de Munique, onde foi aluno de Felix Klein. De 1877 a 1878 estudou na Universidade Humboldt de Berlim, onde frequentou aulas de Ernst Kummer, Karl Weierstrass e Leopold Kronecker. Depois de Felix Klein assumir uma cátedra na Universidade de Leipzig, seguiu para Leipzig, onde obteve um doutorado em 1881, orientado por Felix Klein, com a tese Grundlagen einer independenten Theorie der elliptischen Modulfunktionen und Theorie der Multiplikatorgleichungen 1. Stufe. Seguiu depois para a Universidade de Göttingen, onde obteve a habilitação e foi Privatdozent.
Em 1884, suportado por Carl Louis Ferdinand von Lindemann, foi professor na Universidade de Königsberg, onde conheceu Hermann Minkowski e David Hilbert. Com este último teve grande amizade. Em 1892 foi o substituto de Ferdinand Georg Frobenius na ETH Zürich. Trabalhou principalmente com a teoria dos números, mas também com análise complexa, investigando o gênero de superfícies de Riemann.
Seu nome é perpetuado nos polinômios de Hurwitz e no critério de Hurwitz, que determina a estabilidade de sistemas dinâmicos.

## Publicações selecionadas
- Hurwitz, A., 1898. Ueber die Composition der quadratischen Formen von beliebig vielen Variablen. Nachrichten von der Gesellschaft der Wissenschaften zu Göttingen, Mathematisch-Physikalische Klasse, 1898, pp. 309–316.
- Vorlesungen über allgemeine Funktionentheorie und elliptische Funktionen (= Die Grundlehren der mathematischen Wissenschaften in Einzeldarstellungen mit besonderer Berücksichtigung der Anwendungsgebiete. vol. 3, ISSN 0072-7830). Edited and supplemented by a section on geometric function theory by Richard Courant. Springer, Berlin 1922 (4th, extended and edition with an appendix by Helmut Röhrl, ibid 1964, online text)
- Mathematische Werke. Publlished by the Department of Mathematics and Physics of the Eidgenössischen Technischen Hochschule in Zürich. 2 vols. Birkhäuser, Basel 1932–1933 (with a memoir on Hurwitz by Ernst Meissner)
- Übungen zur Zahlentheorie. 1891–1918 (= Schriftenreihe der ETH-Bibliothek. vol. 32, ZDB-ID 504558-7). Translated by Barbara Aquilino. As a duplcated manuscript edited by Herbert Funk and Beat Glaus. ETH-Bibliothek, Zürich 1993, doi:10.3929/ethz-a-001313794.
- Lectures on Number Theory. Edited for publication by Nikolaos Kritikos. Translated with some additional material (from the German) by William C. Schulz. Springer, New York 1986, ISBN 0-387-96236-0.
- Karl Weierstrass: Einleitung in die Theorie der analytischen Funktionen. Vorlesung Berlin 1878 (= Dokumente zur Geschichte der Mathematik. vol. 4). In a transcript by Adolf Hurwitz. Edited by Peter Ullrich. Vieweg, Braunschweig 1988, ISBN 3-528-06334-3.